# Доидалсас
Доидалсас или Дойдалс (др.-греч. Δοιδάλσης) — древнегреческий ваятель родом из Вифинии, творивший примерно в середине III века до н . э. в Никомедии.
Имя «Дойдалс» (др.-греч. Δοίδαλσης), (лат.  Doеdalses) упоминает древнеримский историк Плиний Старший в «Естественной истории», но не даёт подробных сведений. Ранее историки античности отождествляли это имя с «Дедалом Третьим», но такое отождествление основано на неправильном прочтении имён. Именно Дойдалс во второй половине III в. до н. э. создал скульптуру «Афродиты, сидящей на корточках». Дойдалс работал в Никомедии, где создал, наряду с прочим, статую Зевса Стратия (Воинственного). Изображения этой скульптуры сохранились на реверсах монет из Вифинии, как и «Афродиты на корточках». Считается также, что оригинал был выполнен в бронзе, а мраморная реплика имелась в Портике Октавии в Риме (в иных источниках: в храме Юпитера). Эту реплику копировали многие скульпторы римской и неоаттической школ.
Его работы датируются периодом династии Антонина. Самым известным произведением Доидалсаса стала статуя Афродита на корточках , где богиня запечатлена в позе, характерной для греческих женщин в бане. Статуя характеризуется динамичной, полностью пространственной композицией и мягкой реалистичной лепкой. Оригинальная скульптура не сохранилась, но сохранилось множество римских мраморных копий, в том числе самая близкая к оригиналу, найденная на вилле Адриана в Тиволи. Две копии Афродиты находятся в Палаццо Массимо в Риме : одна из паросского мрамора, найденная близ Палермо, недалеко от дворца Виминаль, первоначально с Эросом и лебедем (копия середины века), другая, в ваннах виллы Адриана в Тиволи, изготовленная из пенделийского мрамора, копия времен Адриана.
- Две копии «Крадущейся Афродиты» Доидалса в Палаццо Массимо: слева — на Виа Палермо, а справа — в банях виллы Адриана
- Венера Венская или Крадущаяся Афродита. Мрамор, римская копия I-II вв. н.э. по модели Дойдалса. Палаццо Альтемпс